# Беглец (альбом)
«Беглец» — альбом Вадима Курылёва, седьмой авторский по счету, состоящий из ремейков; в альбом вошли старые песни, написанные в 1980—1990-е годы, в основном лирические и известные по сольным акустическим выступлениям. Объединяет эти композиции общая идея «побега» из материального в мир духовных ценностей.

## О создании
Запись произведена в августе-сентябре 2005 года на петербургской «Студии № 1», звукорежиссёр — Павел Ключарев.
В декабре альбом вышел под лейблом Manchester Files. Первая партия дисков оказалась бракованной. Тем не менее, «Беглец» стал у Курылёва наиболее коммерчески успешным, и компания «Бомба-Питер» несколько раз допечатывала его.
В целом диск получился эклектичный, он охватывает разные музыкальные стили — бит, регги, блюз, фолк-рок, готика. «Беглец» приглашает слушателя забыть суету бытовых реалий сегодняшнего и отправиться туда, где не властвует время — в пространство света и музыки. Лирическая эклектика включает в себя бит-баллады («Никто», «Если чувствуешь боль»), регги («Тусклое Солнце»), блюз («Так много дорог»), гитарный поп («Те, кто ждут», «Забытый голос»), фолк-рок («На Зеленой Горе») и даже готическую балладу («Менестрель»). «Так много дорог» — это песня группы John Mayall & the Bluesbreakers, «So many roads», вольный перевод Курылёв написал около 1990 года. 26 января 2006 года в клубе «Платформа» состоялась презентация альбома. Второе название пластинки — «Последнее дело часть 1».
Курылёв вспоминал: «Это не совсем мемуары, просто ряд хороших композиций из моих старых альбомов, которые в те годы по разным причинам были не очень хорошо записаны и потому в современных условиях неконкурентоспособны. Первая часть „Беглеца“ — меланхолично-роковая, вторая будет нести текстовую нагрузку. «Как ни крути, но для того, чтобы двигаться дальше, иногда необходимо подводить итоги, оборачиваться назад и делать выводы о том, что было хорошо, а что — не очень. Этот альбом является первой частью запланированного «итогового» проекта. „Беглец“ — первый том, ориентированный в первую очередь на романтическую лирику. Эти песни, проверенные временем, вызывают к себе интерес уже не первого поколения слушателей, что и побудило меня записать их заново в улучшенном качестве, с доработанными текстами и аранжировками. В результате получилось что-то вроде лирических „Greatest Hits“ в ремейках. Опорными персонажами в этой работе были мой старый друг барабанщик Михаил Нефёдов и замечательный звукорежиссёр Павел Ключарев, но так же не могу не поблагодарить компанию „Бомба-Питер“ и лично Олега Грабко, без которого проект не осуществился бы».

## Обложка
В оформлении использована картина Вадима Курылёва «Запускаю сумерки».

## Список композиций
Музыка и тексты — Вадим Курылёв. Кроме: (10) — музыка Вадим Курылёв, слова Александр Смирнов; (11) — музыка и слова Пол Маршалл и Пол Уильямс, перевод Вадим Курылёв. 
1. Беглец
2. Забытый голос
3. Тусклое солнце
4. Те, кто ждут
5. На зеленой горе
6. Остывший мир
7. Баллада о менестреле
8. Расскажи мне, ветер
9. Весна
10. Никто
11. Так много дорог
12. Если чувствуешь боль

## Участники записи
- Вадим Курылёв — вокал, бэк-вокал, гитары, бас-гитара, клавиши, блок-флейта, программирование клавишных (1)
- Михаил Нефёдов — барабаны
- Михаил Чернов — саксофон (3)
- Иван Васильев — труба (3)